# Pszichokémiai fegyver

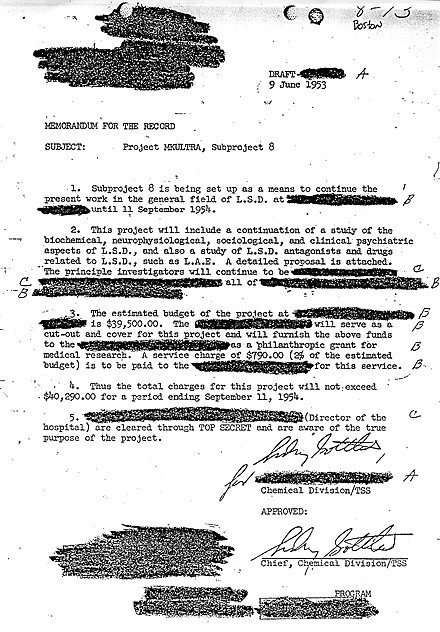
A CIA egyik dokumentuma az LSD és annak lehetséges ellenszerei kutatásának költségeiről

A pszichokémiai fegyverek – és köztük a kábítószer fegyverek – olyan pszichofarmakológiai hatóanyagok, melyeket katonai agresszió céljára használnak. Az úgynevezett „mid-spectrum” hatóanyagok körébe tartoznak, tehát a vegyi fegyverek és biológiai fegyverek közti átmenetet képviselik. Jellemzően nem-halálos fegyvernek minősülnek. A hatás mértéke azonban dózisfüggő, és harci helyzetben az áldozat testébe jutó dózis mennyisége bizonytalan. Ezért a nem-halálos fegyvernek szánt eszköz is követelhet halálos áldozatokat, amint az pl. 2002-ben Moszkvában megtörtént (lásd alább).

## A második világháború alatt
A spanyol polgárháborúban, majd a második világháború során több ország – pl. Németország és Japán – a pilóták teljesítményének fokozására amfetamint alkalmazott. Adolf Hitler 1942-től rendszeresen metamfetamin-injekciókat kapott orvosától, amikből ha jutott a tengeralattjárók legénysége is kapott esetleg. A náci Németország tudósainak legjavát a háború után az USA fogadta be, hogy szaktudásukat kamatoztassa. Ez volt a Gemkapocs művelet (Operation Paperclip), melynek során nemcsak rakétatudósok, de pl. pszichológusok is érkeztek.

## Ahidegháborúskörnyezet

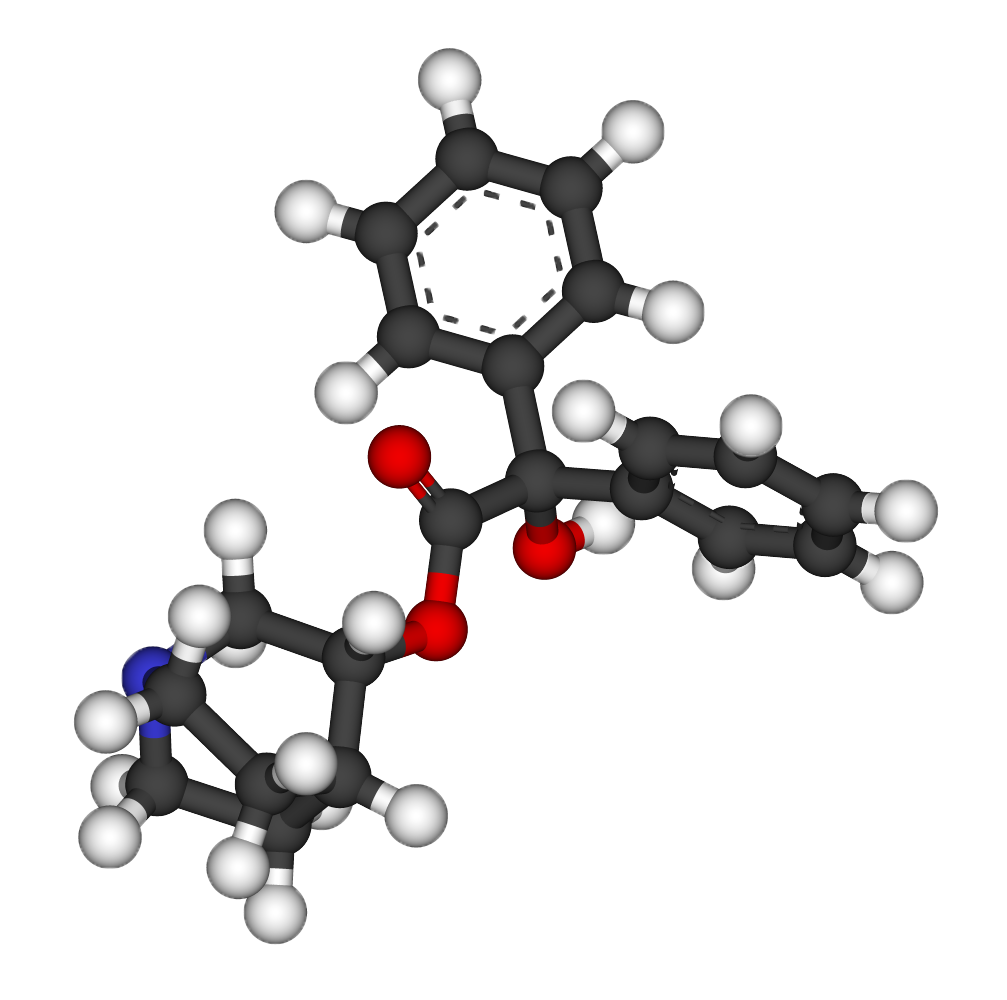
BZ, vagy 3-kinuklidinil-benzilát

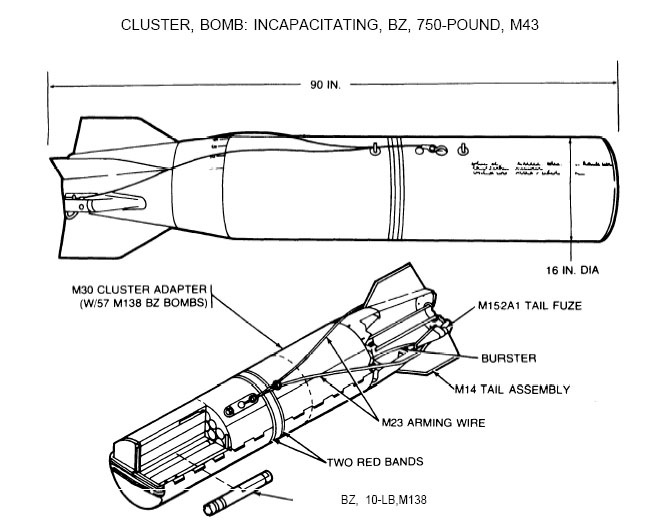
BZ gáz terjesztésére szolgáló klaszterbomba

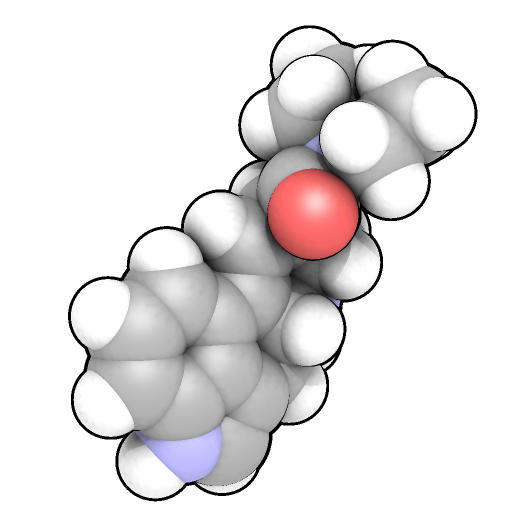
Potenciális fegyver: LSD

A koreai háború során amerikai hadifoglyok nyilvános nemzetközi sajtótájékoztatón magasztalták a kommunizmust, Mindszenty bíboros pedig nyilvános tárgyaláson ismerte be az ellene felhozott képtelen vádakat. Ezért az 1950-es évek elején a nyugati szakértők meggyőződése lett, hogy a kommunista hatalmak igen hatékony tudatmódosító és viselkedésmódosító szerek birtokába jutottak. Mindszenty később valóban titokzatos tablettákat említ önéletrajzában. Ezért a CIA megindította MKULTRA kódnevű programját, hogy behozza a szovjetek és kínaiak vélt vagy valós előnyét. Az akkoriban születő új tudományág, a neurofarmakológia a politikai és katonai visszaélések lehetőségét ígérte.
Az USA és Nagy-Britannia titokban dolgozott az LSD és a 3-kinuklidinil-benzilát (kódneve: BZ) nem-halálos hatású, harctéri tudatmódosító fegyverekké fejlesztésén.
Csakhogy a kommunista hatalmak ez irányú visszaéléseit nem támasztották alá bizonyítékok, az MKULTRA pedig gyorsan agresszív, támadó jellegű fejlesztések irányába tolódott. Mikor létére véletlenül fény derült, már 150 kutatási programból állt. Egy kongresszusi vizsgálóbizottság tárta fel tevékenységét, de mindez korlátozott eredménnyel járt, mert a dokumentumok nagy részét szándékosan megsemmisítették. Eközben a britek is leálltak a kísérleteikkel, mert a kábítószerek harctéri hatása kiszámíthatatlannak bizonyult. Ezután már a legtöbb kutató egyetértett abban, hogy a Szovjetunió, Kína és szövetségeseik kábítószer-fegyvereiről szóló történetek valójában megalapozatlan anekdoták, amelyeket levéltári dokumentumok nem támasztanak alá.

## AVarsói Szerződésmagas rangú disszidensei
A Prágai tavasz leverésekor, 1968-ban Jan Szejna ezredes az Amerikába szökött. Mindaddig a Csehszlovák Honvédelmi Bizottság titkárságát vezette, és ő volt a Hadügyminisztérium vezérkari főnöke. Azt állította, hogy 1956-tól ő szervezte és ellenőrizte Csehszlovákia kábítószer hadviselési tevékenységét. Két programról beszélt. A Népek Barátsága program a kábítószer termelést, feldolgozást és kereskedelmet támogatta a nyugati társadalmakban, hogy a saját költségükön tegye tönkre ezeket. A Fuvola kódnevű program a belső ellenség ellen irányult, célpontja a politikai és vallási ellenzék megtörése volt.
Egy évtizeddel később szökött nyugatra Ion Mihai Pacepa tábornok, a román titkosszolgálat, a Securitate vezetője. Ő is beszámolt mindkét típusú kábítószeres visszaélésről, valamint kubai együttműködésről.
Végül Kanatjan Alibekov (aka Ken Alibek), a szovjet illegális biofegyver program tudományos vezetője, 1992-ben szökött nyugatra. Visszaemlékezésében megemlíti a Fuvola kódnevű programot, mely szerinte behálózta Moszkva pszichiátriai intézményeit, és amelynek célja a pszichotróp tudatmódosító szerek fejlesztése és alkalmazása volt.
E három magas rangú disszidens kétségkívül azon kevesek közé tartozott, akik hiteles információval bírtak a titkolózó kommunista társadalmak hatalmi gépezetének működéséről. Csakhogy nyugatra szökésük után megélhetésüket részben az élettörténeteik médiában való terjesztésére alapozták, ami tápot adhat a hitelességük megkérdőjelezésének. Az egyes kísérleti alanyok vagy áldozatok beszámolói is megerősítik, hogy a Varsói Szerződés tagállamai visszaéltek a kábítószerekkel, de ezek a beszámolók orvosi, és nem katonai visszaélésekre vonatkoznak. A bizonyítékok tehát továbbra is hiányoznak a Szovjetunió és szövetségesei esetleges kábítószer-fegyver programjai kapcsán.

## Újabb adatok aMagyar Népköztársaságból

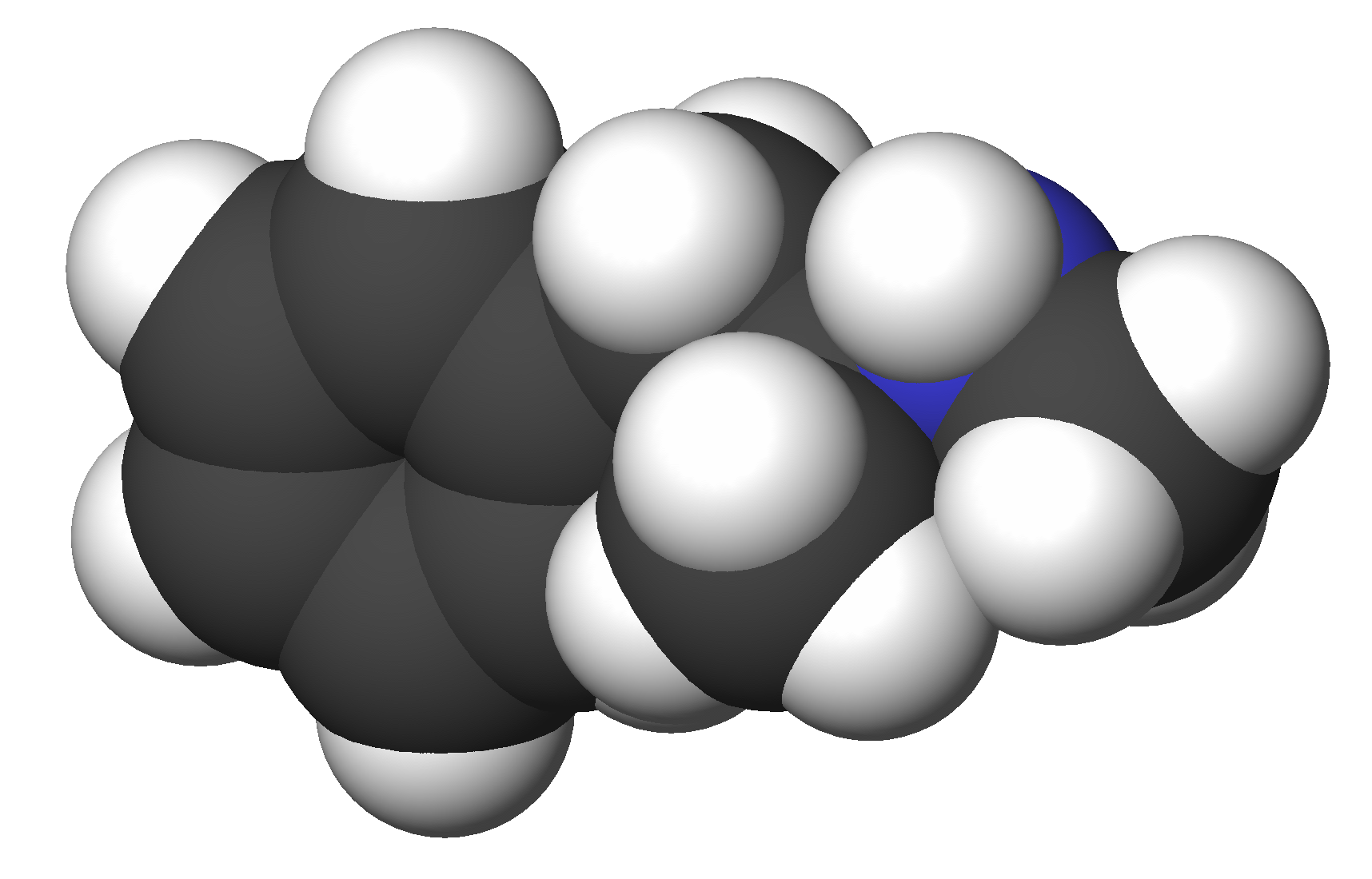
Metamfetamin: hatékony „igazság-szérum”?

A Magyar Országos Levéltár a közelmúltban kutathatóvá tette a magyar Állami Honvédelmi Bizottság 1962–78. közti üléseinek jegyzőkönyvét. Ezek a Varsói Szerződés katonaorvosi szolgálatainak éves munkaértekezleteiről beszámoló rövid jelentéseket is tartalmaznak. E fórumon a pszichokémiai fegyverek elleni hatóanyagok kifejlesztését a Magyar Népköztársaság kapta kutatási feladatul 1962-ben, de egy évvel később ezt a feladatot lemondta. Majd 1965-ben Magyarország mégis bekapcsolódott a közben megindult kutatásokba. E fegyverek modelljeként metamfetamint szintetizáltak Budapesten. Ezt a szert a nyugati szakértők is hatékony vallatószernek tekintették. Hatékony ellenszert azonban nem tudtak kifejleszteni, így az azonos céllal folyt amerikai projecthez hasonlóan a magyar kutatás is eredménytelenül zárult le 1972-ben. E dokumentumok mindenesetre bizonyítják, hogy a kábítószereket a Varsói Szerződés egy hivatalos fórumán fegyvernek tekintették.

## Az iraki fegyver
Az Öbölháború után ENSZ szakértők mérték fel és semmisítették meg Irak illegális fegyverkészleteit. E munka során 1998-ban nagy mennyiségű, BZ-hez hasonló (vagy azzal azonos), „Agent-15” kódnevű fegyvert találtak, mely még az 1980-as évekből származhatott.

## A moszkvai túszdráma
2002. októberében csecsen terroristák a moszkvai kultúrház színháztermében mintegy 850 túszt ejtettek, és a Második csecsen háború befejezését követelték. Több napos patthelyzet után a Szpecnaz, az orosz speciális haderő katonái a légkondicionáló berendezésen keresztül egy ismeretlen összetételű, kábító hatású gázzal árasztották el a színháztermet, miközben élénk tűzpárbaj folyt a terroristák és a katonák közt. Végül 33 terrorista és 129 túsz meghalt. A terroristákat agyonlőtték, de a túszok szinte kivétel nélkül az ismeretlen gáztól haltak meg. Mások 200 körül becsülik a polgári áldozatok számát.

## Gyógyszerekkel való visszaélés veszélye
Szakértők újabban arra a veszélyre is figyelmeztetnek, hogy legális tudatmódosító gyógyszerek is felhasználhatók katonai célokra, pl. az agresszióra való hajlam csökkentése vagy növelése által.

## Videó források
- Brit katonai LSD teszt
- Csehszlovák katonai LSD teszt
- Amerikai katonai LSD teszt
- CIA, MKULTRA: tudatmódosítási kísérletek